# Poecilasthena oceanias
Poecilasthena oceanias là một loài bướm đêm trong họ Geometridae.